# Goldstar (øl)
 For alternative betydninger, se Goldstar. (Se også artikler, som begynder med Goldstar)
Goldstar (hebraisk: גולדסטאר) er et israelsk ølmærke som er blevet produceret siden 1950'erne. Det er en mørk Draughtøl. Goldstar indeholder 4,9 % alkohol. Den brygges af Tempo Beer Industries Ltd.